# پادشاه: سلطنت ابدی
پادشاه: سلطنت ابدی (انگلیسی: The King: Eternal Monarch; کره‌ای: 더 킹: 영원의 군주; لاتین‌نویسی اصلاح‌شده: Deo King: Yeong-wonui Gunju) یک مجموعهٔ تلویزیونی کره جنوبی سال ۲۰۲۰ در ژانر عاشقانه-فانتزی با بازی لی مین-هو، کیم گو-اون، وو دو هوان، کیم کیونگ-نام، جونگ اون-چه و لی جونگ جین است. این مجموعه که توسط کیم اون-سوک نوشته شده و توسط هوااَنددام پیکچرز و شرکت اصلی‌اش استودیو دراگون تولید شده‌است، از ۱۷ آوریل ۲۰۲۰ از اس‌بی‌اس و برای مخاطبان جهانی از نتفلیکس پخش شد.

## خلاصهٔ داستان
این داستان دربارهٔ دو جهان و دو دنیای موازی با یکدیگر است. یکی از جهان‌ها متعلق به جمهوری کره است ولی جهان دیگر متعلق به پادشاهی کره است (یعنی در زمان حال در یک جهان موازی به جای جمهوری، پادشاهی کره وجود دارد) لی لیم که برادر پادشاه است پدر لی گون که شاه مشروع کره است را می‌کشد. او میخواد فلوتی را بدست آورد که با آن می‌تواند به ابدیت برسد. لی گون (لی مین-هو) صدای فلوت را می‌شنود و می‌بیند که لی لیم پدرش را به قتل رسانده، او با شمشیر چهار ببر می‌خواهد به لی لیم صدمه بزند اما فلوت را به دو قسمت تقسیم می‌کند و یکی از قسمت‌ها را در دست خود پنهان می‌کند. لی لیم زمانی که می‌خواهد لی گون را هم به قتل برساند یک شخص ناشناس مانع اینکار می‌شود. لی گون با اینکه بچه بوده است تمام اتفاقات را در ذهنش ثبت می‌کند. عموی لی گون که حالا در دنیای خودش به عنوان یک خائن و قاتل پادشاه شناخته شده به جنگل بامبو فرار می‌کند و به‌طور اتفاقی دروازه بین دو جهان موازی را پیدا و به آنجا فرار می‌کند…

## بازیگران

### اصلی
- لی مین هو  در نقش لی گون / لی جی-هون[۱۰]
  - جونگ هیون-جون در نقش جوانی لی گون و جوانی لی جی-هون
- کیم گو-اون در نقش جونگ ته-اول / لونا / کو سو-گیونگ[۱۱]
  - کیم شی-وو در نقش جوانی جونگ ته-اول
  - لی یه-وون در نقش جوانی لونا (قسمت ۱۶)
- وو دو هوان در نقش جو یونگ / جو اون-سوپ[۱۲]
  - جونگ شی-یول در نقش جوانی جو یونگ
- کیم کیونگ-نام در نقش کانگ شین-جه / کانگ هیون-مین[۱۳]
  - مون وو-جین در نقش جوانی کانگ شین-جه و جوانی کانگ هیون-مین
- جونگ اون-چه در نقش کو سو-ریونگ / کو اون-آه[۱۴]
  - شین سو-یون در نقش جوانی کو سو-ریدنگ
- لی جونگ جین در نقش شاهزاده سلطنتی گوم، لی لیم / لی سونگ-جه
- [۱۵]

## تولید
- فیلمبرداری این درام از ۲۳ اکتبر ۲۰۱۹ آغاز شد و در فوریه ۲۰۲۰ به پایان رسید.[۱۶]